# 曽米駅
曽米駅（チュンミえき）は、大韓民国ソウル特別市江西区登村洞に位置するソウル地下鉄9号線の駅。駅番号は(908)。

## 駅構造
相対式ホーム2面2線を有する地下駅で、フルスクリーンタイプのホームドアが設置されている。改札口に通じる階段とエレベータはホーム中程にある。
化粧室は改札外にあり、出口は4番まである。

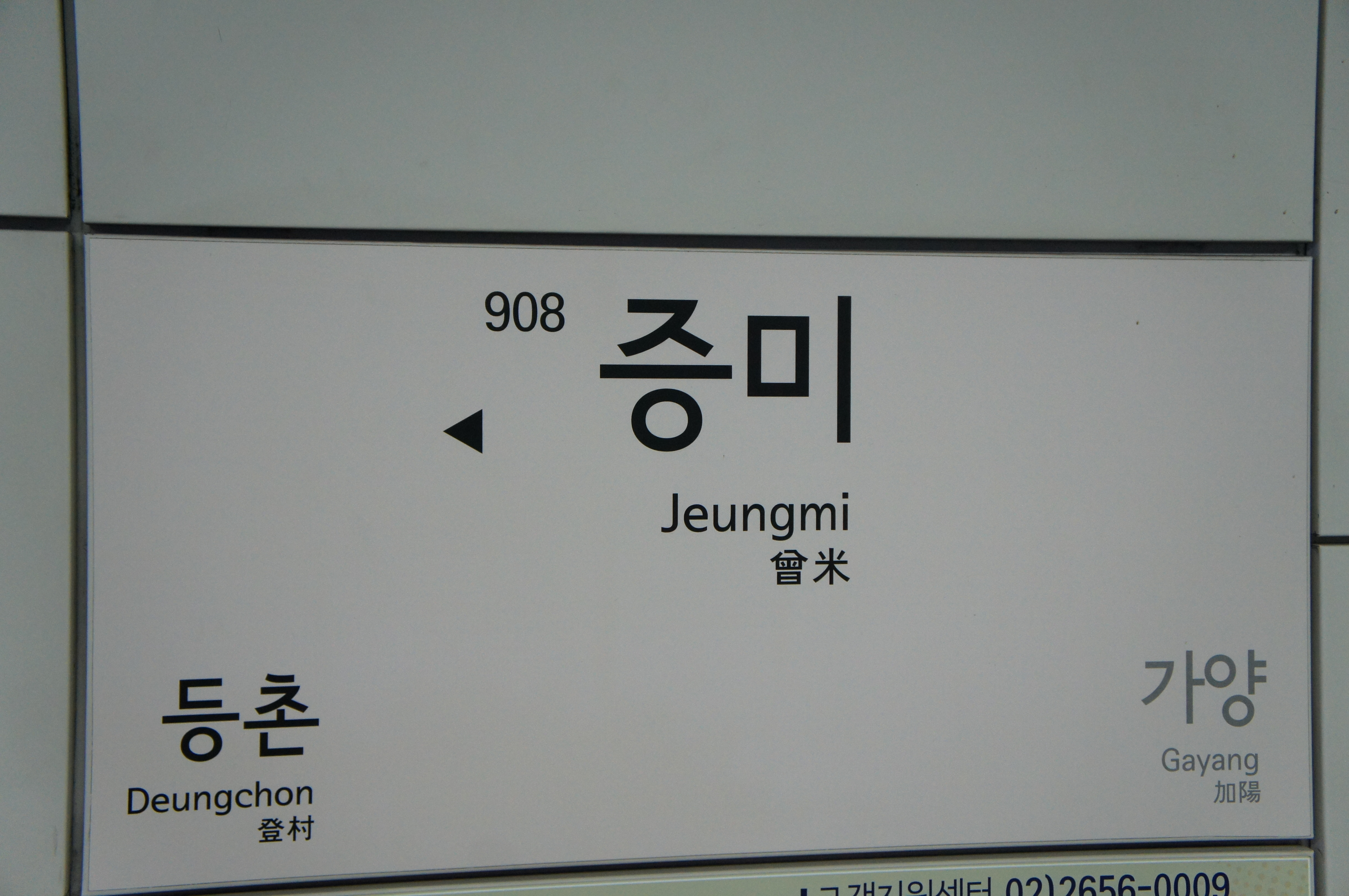
駅名標

### のりば
| 上り | 9号線 | 加陽・陽川郷校・金浦空港・開花方面       |
| 下り | 9号線 | 堂山・汝矣島・高速ターミナル・新論峴方面 |

## 駅周辺
周辺は住宅団地が多い。
- 江西消防署
- イーマート 加陽店
- ロッテハイマート加陽店
- 登村1洞住民センター
- 世賢高等学校
- ソウル塩江初等学校

### バス路線
| 幹線バス | 670                                     |
| 支線バス | 6627 - 6631 - 6642 - 6643 - 6645 - 6712 |
| 広域バス | 9602                                    |

## 歴史
- 2009年7月24日 - 開業。

## 利用状況
近年の一日平均利用人員推移は下記のとおり。なお、2009年は開業日の7月24日から12月31日までの161日間の平均である。
| 路線  | 路線     | 2009年 | 2010年 | 2011年 | 2012年 | 2013年 | 2014年 | 2015年 | 出典  |
| ----- | -------- | ------ | ------ | ------ | ------ | ------ | ------ | ------ | ----- |
| 9号線 | 乗車人員 | 3,980  | 4,774  | 5,335  | 6,359  | 7,199  | 7,506  | 7,396  | [ 1 ] |
| 9号線 | 降車人員 | 3,899  | 4,743  | 5,353  | 6,485  | 7,365  | 7,784  | 7,557  | [ 1 ] |
| 9号線 | 乗降人員 | 7,879  | 9,517  | 10,688 | 12,844 | 14,564 | 15,290 | 14,953 | [ 1 ] |